# Ландтаг Саару
49°13′46″ пн. ш. 6°59′40″ сх. д. / 49.22944444° пн. ш. 6.99444444° сх. д.
Ландтаг Саару (нім. Landtag des Saarlandes) є законодавчими зборами (ландтагом) німецької землі Саар. Він обирається жителями Саару і нині складається з 51 представника з п'яти партій. Нинішнім міністром-президентом Саару є Анке Релінгер. Після розпаду в січні 2012 року Коаліції Ямайки, до якої входили ХДС, ВДП і Союз 90/Зелені, Саар керувався урядом меншості, що складається виключно з Християнсько-демократичного союзу, який мав 19 місць, що на 7 місць менше більшості. Після земельних виборів у березні 2012 року ХДС сформував велику коаліцію з СДПН.

## Нинішній склад
Останні земельні вибори відбулися 27 березня 2022 року:
| Партія                                    | Місць |
| ----------------------------------------- | ----- |
| Соціал-демократична партія Німеччини      | 29    |
| Християнсько-демократичний союз Німеччини | 19    |
| Альтернатива для Німеччини                | 3     |

Вибори проводяться з використанням системи пропорційного представництва з відсотковим бар'єром у 5 %.